# Энерсола
Энерсола (мар. Эҥерсола) — деревня в Советском районе Республики Марий Эл. Входит в состав Кужмаринского сельского поселения.

## География
Деревня находится в центральной части республики, на расстоянии приблизительно 10 км (по прямой) к северо-западу от посёлка городского типа Советский, административного центра района.

### Часовой пояс
Деревня Энерсола, как и вся Республика Марий Эл, находится в часовой зоне МСК (московское время). Смещение применяемого времени относительно UTC составляет +3:00.

## История
Основана в конце XVIII века. В 1905 году в деревне насчитывалось 50 дворов, проживало 367 жителей. В 1991 году население деревни составляло 86 человек. В советское время работали колхозы имени Чапаева, имени Жданова и «Октябрь».

## Население
| 2010 |
| ---- |
| 62   |

### Национальный состав
Согласно результатам переписи 2002 года, в национальной структуре населения мари составляли 100 % из 63 чел.